# 10.º Prêmio Angelo Agostini
O 10.º Prêmio Angelo Agostini (também chamado Troféu Angelo Agostini) foi um evento organizado pela Associação dos Quadrinhistas e Caricaturistas do Estado de São Paulo (ACQ-ESP) com o propósito de premiar os melhores lançamentos brasileiros de quadrinhos de 1993 em diferentes categorias.

## História
Com a intenção de ampliar o número de pessoas votando, a cédula com as categorias foi distribuída em fanzines e poderia ser enviada pelo correio para a sede da AQC-ESP. Qualquer interessado, fosse profissional ou apenas leitor de quadrinhos, poderia votar em qualquer artista ou obra que cumprisse os critérios de cada categoria. Além disso, foi também divulgada a cédula votação do 7º Prêmio Nova, da Sociedade Brasileira de Arte Fantástica (SBAF), que começara a premiar no ano anterior os melhores quadrinhos de ficção científica nas categorias Profissional e Fã (amador). A entrega dos troféus do Prêmio Nova para os quadrinhos foi realizada junto com o Angelo Agostini, sendo que as demais categorias foram premiadas em evento próprio em abril.
A cerimônia de entrega de troféus foi realizada no salão de convivência do Sesc Pompeia, em São Paulo. Houve exposição dos trabalhos dos premiados, além de uma exposição especial sobre os 150 anos de Angelo Agostini. Foi feita também uma homenagem aos primeiros ganhadores do título de Mestre do Quadrinho Nacional, com a presença de Rodolfo Zalla, Eugenio Colonnese, Cesar Nogueira (neto de Messias de Mello) e Edna Cortez (viúva de Jayme Cortez).

## Prêmios
| Categoria                    | Vencedores                                            |
| ---------------------------- | ----------------------------------------------------- |
| Mestre do Quadrinho Nacional | Ely Barbosa                                           |
| Mestre do Quadrinho Nacional | Getulio Delphim                                       |
| Mestre do Quadrinho Nacional | Lyrio Aragão                                          |
| Desenhista                   | Marcelo Campos                                        |
| Roteirista                   | Marcelo Campos                                        |
| Lançamento                   | SemiDeuses Alessandro A. Librandi e Walter Jr. (Saga) |
| Troféu Jayme Cortez          | Edgard Guimarães                                      |
| Fanzine                      | Panacea José Mauro Kazi                               |